# Michael Baumann (General)
Michael Baumann (* 1956 in Lauterecken) ist ein Brigadegeneral des Heeres außer Dienst. Ab 1986 war er im Bundesnachrichtendienst tätig und von Januar 2019 bis Ende Oktober 2022 dessen Vizepräsident für zentrale Aufgaben.

## Militärische Laufbahn
Baumann trat 1974 in die Bundeswehr ein und absolvierte als Offizieranwärter die Offizierausbildung. Von 1975 bis 1978 studierte er an der Universität der Bundeswehr München. Es folgten Verwendungen innerhalb der Streitkräfte, zuletzt als Kompaniechef.

## Laufbahn im Bundesnachrichtendienst
Baumann wechselte 1986 als Soldat in den Bundesnachrichtendienst. 1995 wurde er Pressesprecher des Dienstes, legte seinen bis dahin geführten Decknamen „Peter Juchatz“ ab und gab die erste Pressemitteilung des Dienstes überhaupt heraus. Im Jahr 1999 übernahm er die Leitung einer Residentur und wurde 2003 Referatsleiter. 2008 wurde er Abteilungsleiter der Abteilung LB und 2014, im Dienstgrad eines Brigadegenerals, Leiter der Residentur in Washington, D.C. Ab Januar 2019 war er Vizepräsident des Bundesnachrichtendienstes und Nachfolger von Guido Müller, dem vorigen Vizepräsidenten für zentrale Aufgaben und Modernisierung, der im November 2018 zur Deutschen Bundesbank gewechselt war.

## Privates
Baumann ist verheiratet und hat ein Kind.